# Д12
Д12 (иницијали за Dirty Dozen (превод - Прљавих 12)) био је амерички хип-хоп колектив из Детроита, Мичигена. Основан 1996. колектив је постигао мејнстрим успех са својим саставом који је укључивао Еминема као дефакто лидера, Пруфа, Бизара, Мистер Портера, Куниву и Свифти МекВеја.
Група Д12 је доком раних 2000. имала албуме који су били на врховима топ-листи у Сједињеним Америчким Државама, Уједињеном Краљевству и Аустралији. Група је објавила албуме: „Devil's Night" 2001. године и  „D12 World" 2004. године, из којих су произашли бројни хитови попут: „Shit on You", „Purple Pills", „Fight Music", „My Band" и „How Come" током тог периода. Оба албума су достигла дуплу платинасту сертификацију од Америчке асоцијације дискографске индустрије (RIAA).
Група је освојила MTV Europe музичку награду за најбоље хип-хоп дело 2004. године.
Од 2006. године Еминемова пауза и смрт пријатеља Пруфа резултирале су мањом активношћу групе у наредним годинама. Између 2008. и 2015. године група Д12 је објавила 3 званичне компилације песама  са основним саставом сведеним на Куниву, Бизара и Свифти МекВеја уз мања појављивања Еминема и неке доприносе од стране Мистер Портера и Фаз Скута.
Еминем је 31. августа 2018. године објавио свој десети студијски албум Kamikaze, који садржи песму под називом „Stepping Stone", у којој најављује да се Д12 званично распушта.

## Историја

###### Рана каријера,The Underground EPи смрт Багза (1996-2000)
Д12 је првобитно формиран 1996. године од стране Пруфа, који је позвао локалне репере из Детроита као што су Бизар, чланови Да Бригејда - Кунива и Мистер Потер, и Багза.
Објавили су своj дебитантски extended play (EP), „The Underground EP", који је снимљен између 1996. и 1997. године. Еминем и Ај-Кју су имали гостујуће наступе на њему.
У периоду од 1997. до 1998. чланови су почели да стичу репутације локално. Бизар је постао „Flava of the Week" у Inner City Entertainment-у и касније снимио албум „Attack of the Weirdos". Заједно са Еминемом, постао је почасни члан групе Outsidaz. Пруф је победио на такмичењу у слободном стилу (Freestyle) које је организовао The Source.
Багз је објавио „The Streets EP" 1999. године,  и појављивао се на песмама пар других извођача.
Године 1999. 21. маја, Багз је упуцан и убијен. Један од његових последњих захтева био је да се Свифти МекВеј прикључи групи. Еминем се добровољно јавио да замени Багза, што је довело до његовог прикључивања групи.

###### Devil's Night, D12 Worldи смрт Пруфа (2001-2006)
Њихов први албум, „Devil's Night", који се односи на традицију паљења напуштених зграда вече пред ноћ вештица, објављен је у јуну 2001. године. Дебитовао је на другом месту британске, и првом месту америчке топ листе, и такође достигао врх канадских топ листа. Албум је продат у 2 милиона примерака у САД-у, и 4 милиона примерака широм света.
„D12 World" објављен је 27. априла 2004. године са продукцијом од стране Еминема, Мистер Потера, Доктор Дреа и Кање Веста, и гостујућим појављивањима Оби Трајса на песми „Loyalty" и Би Рила из Сајпрес Хила на песми „American Psycho II". Дебитовао је на врху америчких, британских и аустралијских топ листа, и био је на другом месту у Немачкој, продајући преко пола милиона примерака само у првој недељи издања, само у САД-у. „My Band", први сингл са албума, такође је постигао прво место у Аустралији, Новом Зеланду, и Америчкој ритмичкој топ четрдесет, топ пет у Великој Британији и Немачкој и топ десет на Billboard Hot 100.
У 2005. години, Бизар и Пруф објавили су своје прве студијске албуме, „Hannicap Circus" и „Searching for Jerry Garcia". Дебитовали су на 48. и 65. месту на америчким топ листама.
Пруф је 11. априла 2006. године пиштољем тукао ненаоружаног човека, а затим га и упуцао у главу, што је довело до тога да рођак убијеног човека убије Пруфа.
Од тада, Еминем више није био члан групе, гостујући само на две песме, „Fame" на албуму Return of the Dozen Vol. 2 (2011) и „Devil's Night Intro" на компилацијском албуму The Devil's Night Mixtape (2015).
Shady Records је 5. децембра 2006. године објавио албум „Eminem Presents: The Re-Up", на ком су наступали Еминем, 50 Сент, Оби Трајс, Стат Куо, Боби Криквотер и Кашис, док су гостујуће наступе имали и уметници попут Лојд Бенкса, Ејкона и Нејт Дога. Неке песме биле су заједничка извођења чланова Д12 као што су „Murder" од Бизара и Куниве и „Whatever You Want" од Свифти МекВеја и Мистер Потера. Песма „Trapped" од Пруфа укључивала је Еминема који је том приликом одао последње почасти пријатељу рекавши: „Велики Пруф, почивај у миру пријатељу, волимо те. Само желимо да те учинимо поносним."

###### Компилације песама, необјављени трећи студијски албум и распад (2008-2018)
Група Д12 је 21. маја 2008. године објавила своју прву компилацију песама под именом „Return of the Dozen Vol. 1".
Група је 2010. године снимила песму „Hit Me with Your Best Shot" која је била намењена за Еминемов седми студијски албум Relapse 2, који је касније отказан.
Три године касније, објављена је компилација песама Return of the Dozen Vol. 2 (2011). На њој се појавио и Фаз Скута, нови члан групе.
Група је 5. Августа 2011. године наступила на Канрокас музичком фестивалу.
Бизар и Мистер Потер су 2012. године напустили групу.
У јануару 2014. године, Марк Бас из Бас Брадерса потврдио је да је група Д12 недавно снимала у Ф.Б.Т. студију и да је он радио на миксовању снимљеног материјала. Такође је потврдио да Еминем гостује на барем три песме које су већ биле снимљене.
У фебруару 2014. године Бизар је потврдио да се вратио у групу и да ће Д12 објавити свој трећи студијски албум током 2014. године.
Саопштењем за штампу 25. августа 2014. године, на Еминемовом официјалном сајту, откривено је да ће Д12 бити присутни на предстојећем дводиск албуму издавачке куће под називом „Shady XV". Објављен 24. новембра 2014. године, садржао је један диск са највећим хитовима, и један диск са новим материјалом разних уметника из издавачке куће, укључујући и Д12. Њихова нова песма названа је „Bane", која је обележила повратак Мистер Потера који је на албуму радио као продуцент.
Д12 су 26. августа 2015. године у подкасту код Тим Вествуда потврдили да је већ снимљен велики број песама за албум и да ће га како кажу „објавити када дође право време за то".
Године 2015, 27. октобра, најављено је да ће Д12 објавити нову компилацију песама The Devil's Night Mixtape. Објављена је 30. октобра 2015. године и садржала је гостовања Ројс Да Фајв Најна, Крукда и Јанг Бака. Компилација је била хостована од стране ДиЏеј Ву Кида.
Еминем је 28. августа 2018. године објавио свој десети студијски албум под називом Kamikaze, који садржи песму под називом „Stepping Stone", најављујући њоме да се Д12 као група званично расформирала.

###### Након распада (2021-данас)
Године 2021, „Devil's Night" је дигитално поново објављен као проширено издање како би се прославила двадесета годишњица његовог изласка, које је садржало три потпуно нове бонус песме, један необјављени фристајл и инструментале.
Године 2023, бивши чланови Свифти МекВеј и Кунива поново су се удружили и били предгрупа на неколико концерата на Снуп Договој турнеји: I Wanna Thank Me, на којима су изводили песме од Д12. Касније те године одржали су концерте у Великој Британији и Холандији, у част двадесете годишњице изласка албума „D12 World".

## Чланови

###### Бивши чланови
- Еминем (1996-2006)
- Пруф (1996-2006; узрок-смрт)
- Бизар (1996-2006, 2008-2012, 2014-2018)
- Мистер Потер (1996-2006, 2008-2012, 2014-2018)
- Кунива (1996-2006, 2008-2018)
- Свифти МекВеј (1999-2006, 2008-2018)
- Багз (1996-1999; узрок-смрт)
- Фаз Скута (2011-2014)

## Награде и номинације
| Година | Церемонија                               | Награда                                          | Резултат   |
| ------ | ---------------------------------------- | ------------------------------------------------ | ---------- |
| 2002   | ECHO Награда (за „Devil's Night")        | Најбољи хип-хоп/урбани уметник (интернационално) | Освојено   |
| 2004   | MTV Europe музичке награде               | Најбоље хип-хоп дело                             | Освојено   |
| 2004   | MTV Europe музичке награде               | Најбоља група                                    | Номиновани |
| 2004   | MTV Video музичке награде (за „My Band") | Видео године                                     | Номиновани |
| 2004   | MTV Video музичке награде (за „My Band") | Најбољи групни видео                             | Номиновани |
| 2004   | MTV Video музичке награде (за „My Band") | Најбољи реп видео                                | Номиновани |

## Дискографија
- „Devil's Night" (2001)

- „D12 World" (2004)